# 長蛇座TW星協
長蛇座TW星協是一組非常年輕的低質量恆星和次恆星集團，位於距離地球約25-75秒差距（80-240光年）的地方。它們有著共享的運動，並且似乎有著大約相同的年齡：1,000±300萬歲。它是距離地球100秒差距內最年輕的此類星協。
截至2017年，在23個系統中的42個天體被確認屬於這個星協，而還有數十個不確定的。其已知成員的質量從5木星質量到2太陽質量不等，其光譜類型從A0到 L7不等。
這個恒星組合中一些研究得最好的成員是長蛇座TW（離地球最近的已知吸積金牛T星）、HR 4796 （一顆有岩屑盤的A型恒星；已知質量最大的星團成員）、HD 98800（帶有岩屑盤的四合星系統），和2M1207（有吸積盤的棕矮星，並有質量顯然是行星的2M1207b作伴）。
星協成員還包括一顆 廣域紅外線巡天探測衛星(WISE)發現的棕矮星WISEA 1147。